# Tonstudio Braun
Das Tonstudio Braun ist ein deutsches Unternehmen mit Sitz in Wiesbaden.

## Unternehmensgeschichte
Das Tonstudio Braun wurde 1965 in Wiesbaden von dem Diplomingenieur Max Karl Braun gegründet. Der Betrieb wurde allerdings noch vor 1965 mit der Filmproduktion Max K. Braun begonnen, die tontechnische Dienstleistungen für Film, Funk und Fernsehen ausführte. Im Tonstudio Braun wurden in den frühen Jahren die Wochenschauberichte aufgezeichnet und die Wortaufnahmen zu den Bildern abgemischt.
Über zwei Jahrzehnte wurden die Mainzelmännchen, die Maskottchen des ZDF, im Hause Braun vertont. Wolf Gerlach, Erfinder der Mainzelmännchen, arbeitete eng mit dem Tonstudio zusammen. Die Kinder der Familie Braun, Matthias, Heidi-Charlotte, Oliver und Michael, liehen den Mainzelmännchen ihre Stimmen, das charakteristische „Guuud’n Aaabend“ sprach Wolf Gerlach persönlich. Auch andere bekannte Persönlichkeiten wie Elmar Gunsch oder die Waschmittelfigur Klementine arbeiteten mit dem Tonstudio Braun zusammen. Durch die Jahre hat sich der Firmenname oft geändert, bis er schließlich bei Tonstudio Braun GmbH & Co. KG gefestigt wurde und heute diesen Namen trägt.
Das Tonstudio ist insbesondere bekannt durch die Vertonungen von Bastei-Serien wie zum Beispiel Geisterjäger John Sinclair und Vanessa die Freundin der Geister. Die Horrorhörspiele des Tonstudios konkurrierten vor allem in den 1980er Jahren auf dem Markt der fantastischen Hörspiele mit denen des Europa-Labels, dabei lag das Hauptgeschäft damals vor allem auf der Kassette, weniger auf Schallplatten. Obwohl die Hörspiele von Europa technisch aufwändiger gestaltet waren und sowohl mit prominenteren Sprechern als auch mit einem größeren Budget aufwarten konnten, fanden auch die Kassetten des Tonstudios Braun einen großen Kreis an Liebhabern. Von den einen wegen der schlichten Aufmachung und einfachster Heimorgelmusik kritisiert, fanden sich andere Hörer in den erwachsener wirkenden Geschichten des Studios Braun wieder.
Die John-Sinclair-Serie bescherte dem Unternehmen (aufgrund der 107 produzierten Folgen innerhalb von zehn Jahren) einen Eintrag ins Guinness-Buch der Rekorde. Mitte der 1990er Jahre brach der Markt für Hörspiele durch Interessenverschiebungen in Richtung Internet und Computerspiele stark ein und erholte sich erst seit der zunehmenden Verbreitung des Hörbuches wieder. Das Tonstudio Braun vertrieb weiter Hörspiele, nun auch auf CD, diese waren nun vor allem für den Kinder- und Jugendmarkt konzipiert.
Nach einem verlorenen Rechtsstreit mit dem Bastei-Verlag musste das Unternehmen die Produktion neuer Folgen der John-Sinclair-Serie einstellen. Es wurden 107 Hörspiele produziert. Dem Verlust der zugkräftigen Lizenz versuchte man mit der eigenproduzierten Horrorserie Larry Maccloud – Der Kämpfer gegen das Unfassbare entgegenzuwirken. Die neue Serie wurde mit denselben Sprechern besetzt, und auch das Coverdesign orientiert sich stark an der alten John-Sinclair-Serie. Bisher wurden 25 Hörspiele produziert.
Seit 2005 finden wegen eines Wetterschadens im Tonstudio keine Tonaufnahmen mehr statt. Im Jahre 2008 wurde der größte Teil der Studiotechnik verkauft. Gespräche mit einem externen Vertriebspartner im Jahr 2010 bezüglich der Fortsetzung der Reihen John Sinclair, Jerry Cotton, Vanessa und Conny waren zunächst erfolgreich, scheiterten jedoch an den hohen Lizenzgebührforderungen des Text- und Namensrechteinhabers. Im September 2015 verkündete die Bastei Lübbe AG das Comeback aller 107 von Tonstudio Braun produzierten John-Sinclair-Folgen in digital überarbeiteter Fassung auf CD.

## Serien (Auswahl)
- Geisterjäger John Sinclair
- Vanessa – Die Freundin der Geister
- Jerry Cotton
- Conny
- Enid Blytons Insel der Abenteuer
- David Galileos – Unheimliches Universum
- Larry Maccloud – Der Kämpfer gegen das Unfassbare
- Püpps das Mäuschen

## Sonstiges
- Zwischen 2000 und 2003 dienten die Räume des Tonstudios der lokalen Indie-Band Revolver als Proberaum.